# El año de Luigi
El año de Luigi (en inglés, Year of Luigi) fue la celebración del treinta aniversario del personaje de ficción Luigi.  Creado por el diseñador de videojuegos japonés Shigeru Miyamoto para el juego arcade Mario Bros. en 1983, el personaje ha sido una figura recurrente en la franquicia de Mario, desempeñando a menudo un rol secundario en diversas entregas. Debido a la decisión de Nintendo de desarrollar Luigi's Mansion: Dark Moon y Mario & Luigi: Dream Team al mismo tiempo, declararon 2013 como El año de Luigi. Según Shigeru Miyamoto, los miembros del equipo también sentían el deseo de crear títulos centrados en él, ya que consideraban que su presencia «era insuficiente» en comparación con la de Mario. El 14 de febrero de 2013, el director ejecutivo Satoru Iwata anunció el evento a través de Nintendo Direct, que concluyó el 18 de marzo de 2014.
Entre los videojuegos lanzados se incluyen Dark Moon, New Super Luigi U y Dr. Luigi, todos protagonizados por Luigi y con escasa o nula presencia de Mario. Además, en Mario & Luigi Dream Team se le otorgó un papel protagónico destacado. En Super Mario 3D World hay referencias al personaje y a la remezcla de Mario Bros. titulada Luigi Bros. En general, tuvieron una acogida positiva por sus mecánicas y sus modos.
Nintendo puso a la venta una amplia gama de productos con esta temática a través de las exclusivas del Club Nintendo durante la celebración, como insignias coleccionables limitadas, monedas, una selección de bandas sonoras y una Nintendo 3DS XL exclusiva en julio. La compañía renombró un tren «L» de Chicago y una estación Clark/Lake con la promoción del Año de Luigi y New Super Luigi U, además de publicar un falso documental sobre Luigi, ambos en agosto. En octubre de 2019, Nintendo celebró el «Mes de Luigi» para promocionar Luigi's Mansion 3.

## Historia
Durante un Nintendo Direct en febrero de 2013, el director ejecutivo Satoru Iwata, luciendo la gorra del personaje, anunció que la empresa celebraría el Año de Luigi para conmemorar el treinta aniversario de su creación. También se revelaron los juegos Mario & Luigi: Dream Team y New Super Luigi U e información sobre Luigi's Mansion: Dark Moon. Según Iwata, la compañía solía utilizarlo como personaje secundario detrás de su hermano gemelo Mario, por lo que la celebración se centraría en él como protagonista. Según las entrevistas realizadas en marzo por Polygon y GameSpot a Shigeru Miyamoto, Nintendo «nunca ha tenido muchos títulos protagonizados por Luigi». Citó la base global de fanáticos y que muchos miembros del personal habían querido desarrollar juegos centrados exclusivamente en él debido a su faceta débil y tímido en comparación con Mario. Cuando comenzaron la producción de Dark Moon y Dream Team, los cuales lo usan como personaje principal, declararon 2013 como el Año de Luigi.

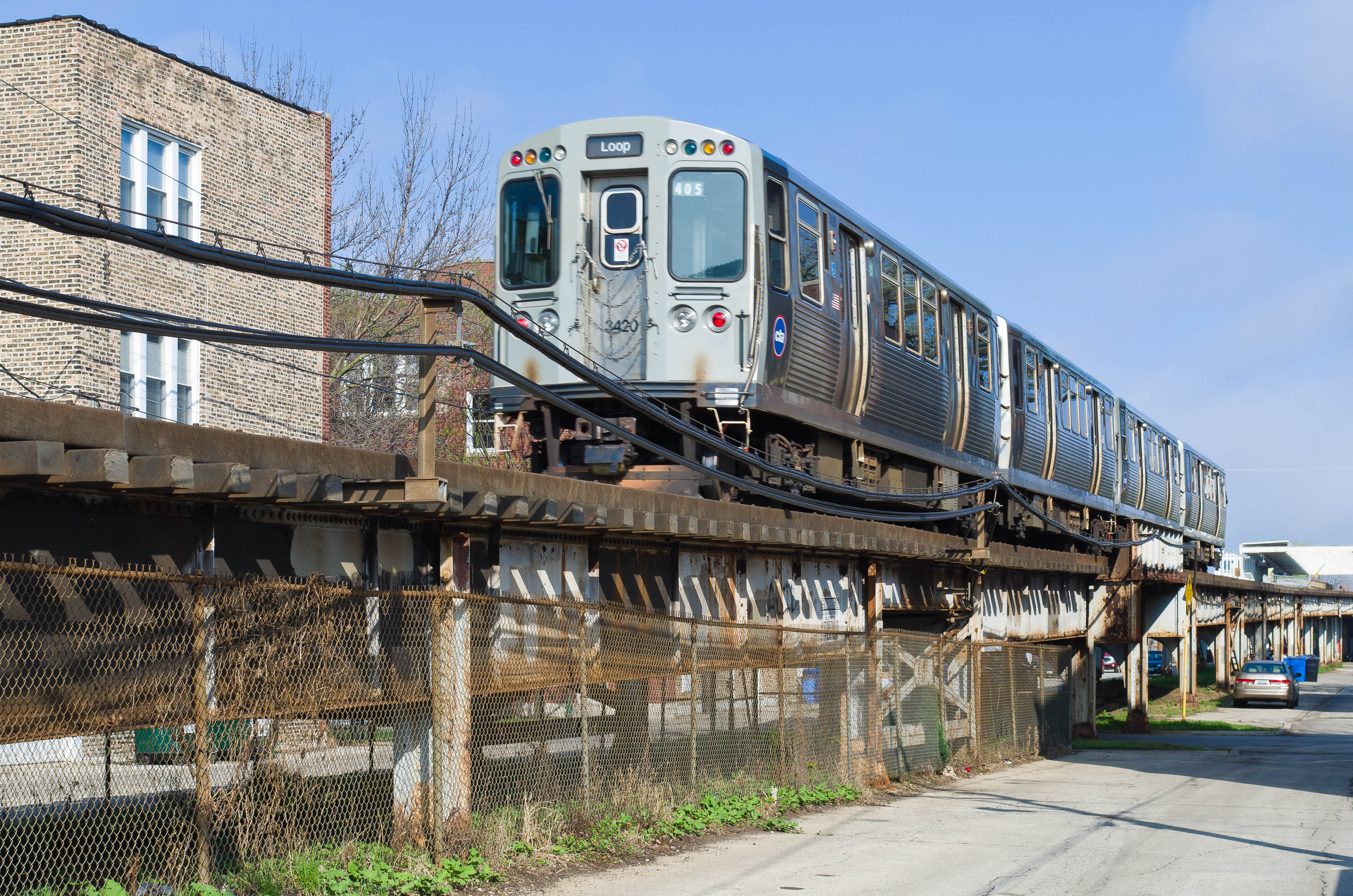
Un tren de la Línea Marrón del sistema «L» de Chicago se rediseñó con un tema de Luigi.

En marzo de 2013, la empresa creó tres foros de Miiverse —dos sobre el evento y uno específico para Dark Moon— para enviar mensajes y dibujos relacionados. Algunos empleados, como Takashi Tezuka, Yoshihito Ikebata y Miyamoto, publicaron mensajes para fomentar la interacción de los usuarios, este es el primer post de Miyamoto en el foro. Más tarde, el 12 de agosto, Nintendo se asoció con la Autoridad de Tránsito de Chicago para rediseñar temporalmente un tren de la línea Marrón «L» de Chicago con una combinación de colores verdes y una ilustración del personaje para la celebración; pasó a llamarse la «Línea Luigi» por ese día. Una persona disfrazada estuvo en ese tren para darle la bienvenida a los pasajeros a lo largo de la jornada. El diseño también incluía la promoción de New Super Luigi U, y se colocaron quioscos en la estación Clark/Lake con una demostración jugable. Estuvo en servicio hasta el 8 de septiembre. También en agosto, se estrenó en YouTube el falso documental Finding Luigi – Legend of Parkour, que comienza con varias entrevistas a atletas de parkour que alaban la popularidad y habilidad de Luigi en la industria, para luego desaparecer misteriosamente. Dos hombres emprenden una búsqueda para encontrarlo y entrevistarlo. El falso documental justifica por qué salta más alto que Mario en New Super Luigi U y Super Mario 3D World.
El 28 de noviembre de 2013, el actor canadiense Danny Wells, quien interpretó la voz y actuó en varias películas y programas de televisión como Luigi, falleció en Toronto (Canadá), a los 72 años. Su muerte fue lamentada por la crítica. Por otro lado, en un Nintendo Direct de diciembre, se anunció que Dr. Luigi saldría a finales de diciembre en Norteamérica y a mediados de enero a nivel internacional. Cuando Siliconera preguntó al presidente, Reggie Fils-Aimé, si El año de Luigi terminaría en 2013, confirmó que planeaba lanzar contenido exclusivo con esa temática para el siguiente. El 18 de febrero de 2014 se cumplió un año, pero Miyamoto declaró en Miiverse que la celebración continuaría hasta el 18 de marzo, cerrando sus tres foros. Su último mensaje allí expresaba su agradecimiento por la acogida, y algunos mensajes se mostraron en el sitio web de Nintendo. Durante y después del evento, los críticos especularon con futuras celebraciones que podrían centrarse en otros personajes o franquicias de la empresa.

## Juegos

### Lanzamientos completos

#### Luigi's Mansion: Dark Moon

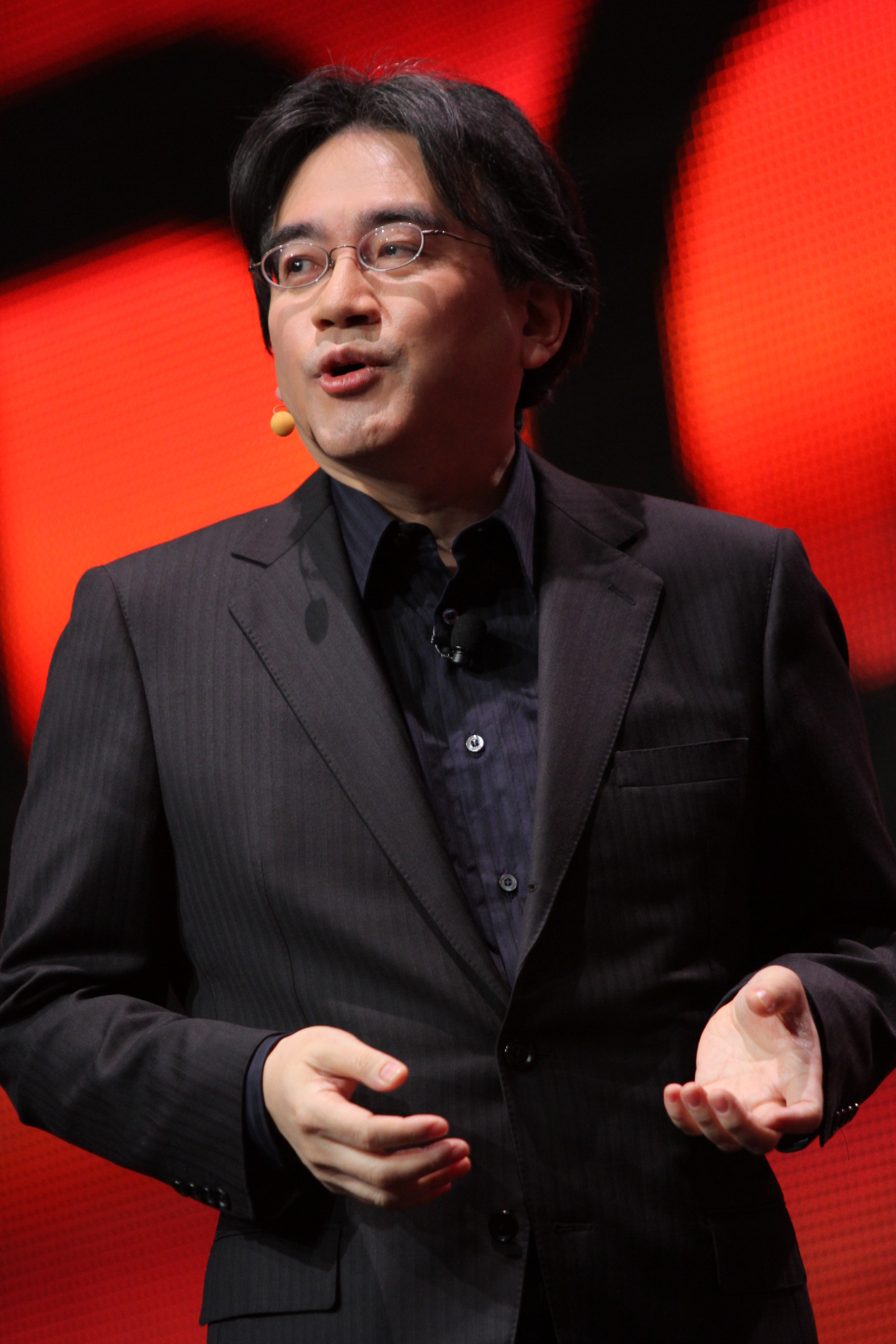
Satoru Iwata en la GDC de 2011

Al comienzo del Nintendo Direct de febrero, Luigi's Mansion: Dark Moon fue protagonista de importantes anuncios sobre sus mecánicas y nuevos modos, lo que marcó el primer juego centrado en Luigi para conmemorar la celebración. En el E3 2011, Nintendo reveló una secuela de Luigi's Mansion con el título provisional de Luigi's Mansion 2, con una fecha de lanzamiento para finales de 2012 en el E3 del mismo año. La compañía retrasó la publicación hasta la primera mitad de 2013, sin dar un motivo aparente. En el Nintendo Direct de febrero, presentado por Iwata, Miyamoto sostenía una Poltergust de la serie, mientras que Iwata le entregaba otra gorra del personaje y los apodaba a ambos «los Hermanos Luigi»; Miyamoto continuó con el anuncio. salió a la venta el 24 de marzo al coincidir con la celebración. Iwata declaró en una entrevista de Iwata Asks con el desarrollador Next Level Games, que esperaba que diera «un magnífico pistoletazo de salida» al Año de Luigi –todos los asistentes llevaban también gorras–. Miyamoto agradeció su trabajo y su sincronización con el evento, teniendo en cuenta que los fanáticos esperaban mucho una secuela de Luigi's Mansion.
En Dark Moon, el Profesor E. Gadd pide a Luigi que atrape a los fantasmas que han invadido el complejo de Evershade Valley, los cuales se han vuelto hostiles a causa de los efectos del cristal de Dark Moon, destrozado por el Rey Boo. Está equipado con el Poltergust 5000, una aspiradora reutilizada para detener fantasmas, y captura a los espectros que ocupan las mansiones a través de niveles basados en misiones. En el modo multijugador cooperativo, los jugadores completan objetivos en los pisos del «ScareScraper» a modo de fases. Los comentarios de la crítica fueron positivos elogiaron la construcción de mundos y la variedad de los puzles, mecánica de Poltergust, la centralización en el personaje, pero reprocharon su relleno en las misiones demasiadas extensas y la búsqueda de objetos.

#### New Super Luigi U
También se presentó en el Nintendo Direct New Super Luigi U, contenido descargable (DLC) para el juego de Wii U de 2012 New Super Mario Bros. U. Originalmente servía como un paquete de expansión que se podría descargar desde la eShop en una fecha no especificada, e incluiría ochenta niveles adicionales además del título base. Las fases se diseñaron para ser mucho más difíciles, por lo que el tiempo para completarlos se hizo más corto para que los usuarios menos experimentados se animaran a continuar, según el productor Takashi Tezuka. En el E3 2013, Nintendo anunció que Mario sería omitido por completo y sería sustituido por Nabbit, un NPJ ahora jugable que apareció originalmente en New Super Mario Bros. U. Además, también anunció que el pase de expansión se pondría a la venta como una versión física independiente por un precio mayor y que saldría a la venta al mismo tiempo que su homólogo descargable. Utilizaba una caja verde en lugar de las tradicionales azules de la Wii U. Ambas variantes salieron a la venta los días 13 y 26 de julio en Japón y Europa, respectivamente, y el 25 de agosto en Norteamérica.
La mecánica mantiene la mayoría de los aspectos del original. En lugar de Mario, se controla a Luigi, que tiene un salto más alto y menos fricción en el movimiento, pero tras completarlo el jugador puede volver al control normal. Los nuevos escenarios tienen una dificultad más difícil y un tiempo más corto para completarlos, y algunos están diseñados con decoración temática del personaje. El juego recibió una acogida generalmente positiva, siendo elogiado por el diseño de sus niveles y el tamaño de su contenido; también tuvieron opiniones encontradas sobre el manejo del protagonista, así como su dificultad y el tiempo asignado para completar las fases.

#### Mario & Luigi: Dream Team

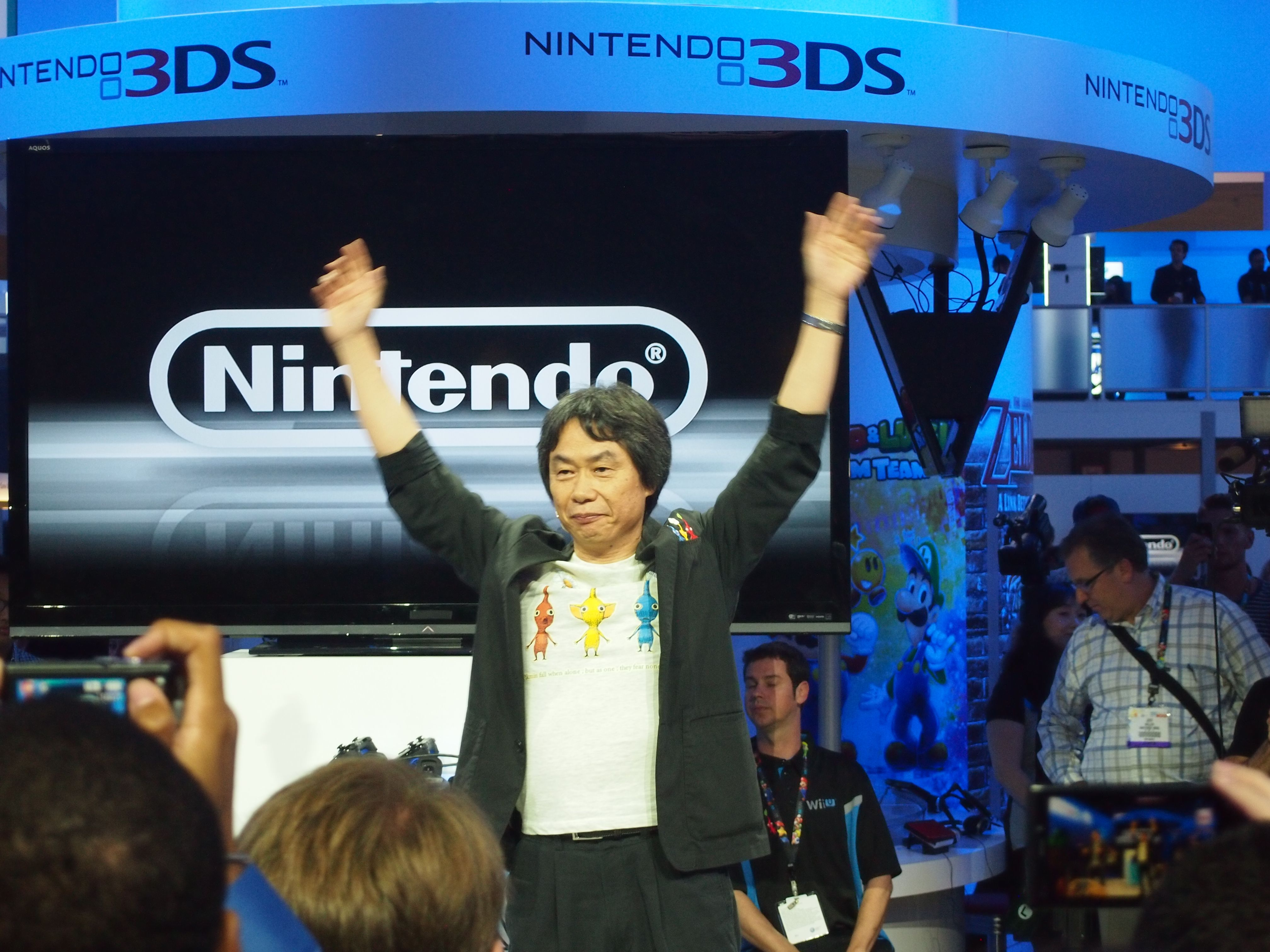
Shigeru Miyamoto en el E3 2013; el fondo se ve un quiosco de demostración de Dream Team.

En el mismo Nintendo Direct, se anunció la cuarta entrega de la serie Mario & Luigi, Dream Team, cuyo lanzamiento estaba previsto para julio. Durante el Direct, Iwata especificó que la mayor parte tendría lugar en el sueño de Luigi, donde «podría no ser tan tradicionalmente cobarde» para centrar mejor su papel. Salió a la venta el 12 de julio en Europa, un día después en Japón y el 11 de agosto en Norteamérica. Junto con su estreno, se puso a disposición una demo en la Nintendo eShop. Debido a que el último Bowser's Inside Story se centraba principalmente en Bowser en lugar de en Mario y Luigi, el desarrollador AlphaDream concibió ideas para otro título centrado únicamente en el personaje. Tras conceptualizarla de «tener un montón de Luigis en la pantalla que pudieras controlar y que corrieran por ahí», ambientaron Dream Team en un sueño para justificar su inclusión. Según el director, Akira Otani, Luigi solía ser el blanco de chistes demasiado frecuentes, ya que se le comparaba constantemente con Mario. En otra entrevista de Iwata Asks sobre la producción, expresó su sorpresa al ver el anuncio del evento, ya que le sorprendió que Luigi tuviera la misma edad que él.
En Dream Team, Mario, Luigi y la Princesa Peach son invitados a pasar unas vacaciones en la isla Pi'illo; cuando el viaje toma un giro inesperado y los tres se ven amenazados, van a investigar al castillo central. Apenas Luigi se distrae y duerme en una cama de la sala de artefactos, se abre un «Portal de los Sueños», y sus hostiles habitantes secuestran a Peach y siembran el caos en la isla Pi'illo. Mario se dispone a recuperar el artefacto «Piedra de las Siesta» para contener a las ciudadanos, lo que implica el uso frecuente de los sueños en su beneficio. El sistema de juego se centra en la isla a modo de mundo exterior, mientras que los siestas del personaje, el «Mundo de los Sueños», incluyen elementos de plataformas. Cuando Mario está ahí, se puede interactuar físicamente con un Luigi dormido para alterar lo que ocurre; por ejemplo, hacerlo estornudar creará una ráfaga de viento. Tuvo una recepción positiva, con elogios para su escritura, personajes, y combate por turnos, pero con críticos por la longitud de su trama y el uso de backtracking. El juego también fue venerado por sus elementos del Mundo de los Sueños, especialmente la dinámica entre el Luigi del mundo real y su contraparte más superior de sus fiestas.

#### Dr. Luigi
El último juego completo es Dr. Luigi, que se anunció vía Nintendo Direct el 18 de diciembre y salió a la venta el 31 de diciembre en Norteamérica y el 15 de enero del año siguiente a nivel internacional. La sexta entrega de la serie Dr. Mario, cuenta con cuatro modos diferentes: «Operación L», que usa píldoras en forma de L en lugar de las tradicionales; «Virus Buster», que usa el Wii U GamePad y el lápiz táctil en vez de los controles de botones estándar; multijugador, que incluye título local y en línea; y «Retro Remedy», que no usa ningún truco y es más bien la mecánica inalterada de Dr. Mario. Luigi sustituye a Mario y se alza sobre un pedestal tematizado con el Año de Luigi. La crítica elogió la inventiva del modo Operación L y las características multijugador, sin embargo, reprochó la falta de contenido nuevo en comparación con sus predecesores,y algunos críticos revaluaron la serie en su conjunto, que consideraron como poco innovadora y demasiado simple para mantener el interés a largo plazo.

### Otros

#### Super Mario 3D World
Si un jugador que compró Super Mario 3D World y también tenía datos de New Super Luigi U guardados en su Wii U, se le daba acceso a Luigi Bros.; era accesible a través de la pantalla de título y presentaba una mecánica idéntica a la de Mario Bros. pero utilizaba a Luigi como protagonista en lugar de Mario. Nintendo también colocó múltiples representaciones del personaje en 8 bits en lugares ocultos de 3D World.

## Mercancías y promociones
Coincidiendo con el lanzamiento de Dark Moon, Nintendo inició las «Rebajas de 72 horas de Luigi», durante las cuales su página web se tiñó temporalmente de verde y muchos juegos se pusieron a la venta. Para animar a la gente a comprar la copia física de New Super Luigi U, Club Nintendo América publicó una encuesta en su sitio web donde todo aquel que la completara recibía una moneda virtual y, además, entraba en el sorteo de un pin con la imagen del personaje; se entregaron 980 de estos. En octubre, se puso a la venta una moneda coleccionable en el sitio del Club Nintendo Europa. Estaba diseñada con el logotipo del evento y venía empaquetada en una bolsa de fieltro verde. En julio, se lanzó una Nintendo 3DS XL exclusiva con varios Luigi, tal como aparecían en Dream Team y un esquema de color verde; la portátil tenía una copia del título preinstalada. Salió a la venta el 12 y el 18 de julio en Europa y Japón, respectivamente, y el 11 de agosto en Norteamérica. También en agosto, Club Nintendo recibió Year of Luigi Sound Selection, que contenía canciones de las entregas protagonizadas por Luigi o en las que había participado, como el Luigi's Mansion original. Al igual que el bundle de la 3DS XL, en noviembre se puso a la venta uno de una Nintendo 3DS de color azul cobalto, con Dark Moon preinstalada en la consola. En diciembre, también en los Club Nintendo América y Europa, se publicó un diorama que representaba a Luigi, el Polterpup y un fantasma en una mansión. Cuando terminó el Año de Luigi, Nintendo donó cuatro monedas coleccionables a Nintendo Life UK para que las regalara a sus lectores a modo de búsqueda del tesoro.

## Legado
El 2013 fue un fracaso financiero para Nintendo, con unas pérdidas totales de 457 millones de dólares, debido principalmente a la mala acogida de la Wii U y sus juegos; sin embargo, a finales de año se difundió un meme de Internet que declaraba a Luigi el causante de las pérdidas financieras de la empresa. Thomas Whitehead de Nintendo Life calificó el evento de éxito en comparación: «Dirigió la misión de rescate, para asegurase el control de daños y al sonreír a los jugadores con su terror humorístico, sus torpes ademanes y su asombroso atletismo plataformero. Sacó de apuros a Mario en este Año de Luigi, y será mejor que no lo olvidemos».

### Mes de Luigi
En 2019, Nintendo declaró octubre el «Mes de Luigi», principalmente para promocionar el nuevo Luigi's Mansion 3. Para coincidir con la promoción, la cuenta de Twitter de Nintendo UK cambió temporalmente su nombre de «Super Mario UK» a «Super Luigi UK» y publicó diariamente trivialidades sobre el personaje. El juego salió a la venta el 31 de octubre, el final técnico de dicho mes, pero el trivial diario continuó hasta mediados de noviembre.